# AKRU
AKRUは、台湾の漫画家。台北市出身。本名は沈穎杰（しん えいけつ）。商業出版以外にも同人誌活動に積極的に参加している。国立台湾大学人類学科卒業。

## 経歴
- 2007年 - 『水底月』が経済部工業局の4Cデジタルストーリー漫画部門で金賞を受賞。
- 2007年 - 『水底月』が国立編訳館優良マンガ選考甲グループ第3位を受賞。
- 2008年 - 『柯普雷的翅膀』で2008年度行政院新聞局ストーリー漫画賞対大賞および最優秀ストーリー賞を受賞。
- 2010年10月 - 林青慧とともにフランスで開催された第34回アングレーム国際漫画祭に招待される。

## 作品一覧

### 漫画
- 『柯普雷的翅膀』（蓋亜文化 2008年）
- 『百畫堂系列—飛翔少年』（数位典蔵与数位学習成果入口網導覧専刊 2009年 - 2010年）[1]
- 『北城百画帖』（蓋亜文化 2010年）[2]

### イラスト
- 『夢の列車』（季刊『SS-スモールエス』Vol.14揭載 飛鳥新社）
- 可蕊『捉鬼実習生』（蓋亜文化）
- 護玄『因与聿．案簿録』（蓋亜文化）
- 護玄『異動之刻』（蓋亜文化）

### 同人誌作品
- 『水底月』
- 『風・馬』
- 『風・馬2』
- 『夢十四列車 1-アドリアの宝石』
- 『夢十四列車 2-ビンの中の悪魔』
- 『夢十四列車 3-人形の家』
- 『夢十四列車 4-獏の森』